# Крајпуташ Стевану Божовићу у Мајдану
Крајпуташ Стевану Божовићу у Мајдану (Општина Горњи Милановац) налази се у близини центра села, са десне стране Ибарске магистрале у правцу Београда. Подигнут је Стевану Божовићу, војнику I класе из Мајдана, учеснику Јаворског рата, који је погинуо на Тешици 1876. године.

## Опис споменика
Крајпуташ припада типу „капаша”. Исклесан је од црвенкастог грабовичког камена са оближњег брда Парац. Стуб покрива камена покривка у облику обрнуте зарубљене пирамиде, висока 20 cm. Споменик је добро очуван, осим источне стране која је прекривена дебелим слојем лишаја. На њој се назире уклесан крст и нечитак натпис. На западној страни окренутој ка Ибарској магистрали приказан је лик војника у ставу мирно, без оружја. Пушка са бајонетом уклесана је на бочној страни окренутој према планини Рудник, док је на супротној страни епитаф.

## Епитаф
На бочној, јужној страни стуба уклесан је добро очуван, лако читљив натпис у 18 редова:
ОВАЈ СП
ОМЕН ПО
КАЗУЈЕ
СТЕВАН
А БОЖО
ВИЋА И
З МАЈ Д
АНА ВО
ЈНИКА
I КЛАС
Е КОЈИ П
О ГИБЕ
У РАТУ
СА ТУР
СКОМ
1876.Г.
НА ТЕ
ШИЦИ